# هارولد نيكولاس
هارولد نيكولاس (بالإنجليزية: Harold Nicholas)‏ هو راقص وممثل أمريكي، ولد في 27 مارس 1921 بوينستون-سالم في الولايات المتحدة، وتوفي في 3 يوليو 2000 بنيويورك في الولايات المتحدة بسبب قصور القلب. من الجوائز التي نالها مركز كينيدي الثقافي وعضوية قاعة مشاهير صناع السينما السود ‏ سنة 1978.

## جوائز
- مركز كينيدي الثقافي
- عضوية قاعة مشاهير صناع السينما السود [الإنجليزية]‏ (1978)

## وصلات خارجية
- هارولد نيكولاس على موقع IMDb (الإنجليزية)
- هارولد نيكولاس على موقع ألو سيني (الفرنسية)
- هارولد نيكولاس على موقع ميوزك برينز (الإنجليزية)
- هارولد نيكولاس على موقع أول موفي (الإنجليزية)
- هارولد نيكولاس على موقع قاعدة بيانات برودواي على الإنترنت (الإنجليزية)
- هارولد نيكولاس على موقع قاعدة بيانات الأفلام السويدية (السويدية)
- هارولد نيكولاس على موقع إن إن دي بي (الإنجليزية)
- هارولد نيكولاس على موقع ديسكوغز (الإنجليزية)
- هارولد نيكولاس على موقع قاعدة بيانات الفيلم (الإنجليزية)
- هارولد نيكولاس على موقع كينوبويسك (الروسية)